# 段聪 (明朝宦官)
段聪（1448年—16世纪？年），号守愚子，三河县南庄社人（今大厂回族自治县大厂镇后店村），成化时內官监太监、弘治时御马监太监。

## 生平
世居三河县南庄社。正统十三年（1448年），段聪出生。景泰七年（1456年），段聪净身进入宫廷。天顺八年（1464年），进入司礼监担任书办。
成化七年（1471年），进入典玺局任纪事。成化八年（1472年），担任长随，负责翰墨。成化九年（1473年），升任奉御、内官监右监丞。成化十一年（1475年），升任针工局左副使。成化十三年（1477年），升任内官监太监，赏赐蟒衣、玉带。成化十五年（1479年），赏赐禄米，准许宫内乘马。成化二十二年（1486年），赏赐书画“秀气”、“文质彬彬”、“诚笃恭勤”。成化二十三年（1487年），明宪宗朱见深去世，段聪任神宫监太监，祭祀茂陵。
弘治五年（1492年），任典玺局纪事。弘治十五年（1489年），任御马监左少监、太监。弘治十八年（1505年），明孝宗朱佑樘去世，明武宗朱厚照继位。任司礼监太监，赏赐蟒衣、玉带。正德元年（1506年），乞求退休，赴番经厂、汉经厂养老。